# العلاقات الهندية اليمنية
العلاقات الهندية اليمنية هي العلاقات الثنائية التي تجمع بين الهند واليمن.

## مقارنة بين البلدين
هذه مقارنة عامة ومرجعية للدولتين:
| وجه المقارنة                                              | الهند                       | اليمن         |
| --------------------------------------------------------- | --------------------------- | ------------- |
| المساحة (كم2)                                             | 3.29 مليون                  | 555.00 ألف    |
| عدد السكان (نسمة)                                         | 1.35 مليار                  | 28.25 مليون   |
| الكثافة السكانية (ن./كم²)                                 | 410.33                      | 50.9          |
| العاصمة                                                   | نيودلهي                     | صنعاء، عدن    |
| اللغة الرسمية                                             | اللغة الهندية، لغة إنجليزية | اللغة العربية |
| العملة                                                    | روبية هندية                 | ريال يمني     |
| الناتج المحلي الإجمالي (بليون دولار)                      | 2.60 تريليون                | 18.21 مليار   |
| الناتج المحلي الإجمالي (تعادل القوة الشرائية) بليون دولار | 8.00 تريليون                | 75.69 مليار   |
| الناتج المحلي الإجمالي الاسمي للفرد دولار أمريكي          | 1.60 ألف                    | 1.41 ألف      |
| الناتج المحلي الإجمالي للفرد دولار أمريكي                 | 5.70 ألف                    |               |
| مؤشر التنمية البشرية                                      | 0.609                       | 0.498         |
| رمز المكالمات الدولي                                      | +91                         | +967          |
| رمز الإنترنت                                              | .in، .भारत ‏، .بھارت ‏،        | يمن           |
| المنطقة الزمنية                                           | ت ع م+05:30، توقيت الهند    | ت ع م+03:00   |

## منظمات دولية مشتركة
يشترك البلدان في عضوية مجموعة من المنظمات الدولية، منها:
| علم المنظمة | اسم المنظمة                        | تاريخ انضمام الهند | تاريخ انضمام اليمن |
| ----------- | ---------------------------------- | ------------------ | ------------------ |
|             | مؤسسة التنمية الدولية              | 24 سبتمبر 1960     | 22 مايو 1970       |
|             | الأمم المتحدة                      | 30 أكتوبر 1945     | 30 سبتمبر 1947     |
|             | منظمة الشرطة الجنائية الدولية      | ?                  | ?                  |
|             | الاتحاد الدولي للاتصالات           | 1869               | 1931               |
|             | البنك الدولي للإنشاء والتعمير      | 27 ديسمبر 1945     | 3 أكتوبر 1969      |
|             | الاتحاد البريدي العالمي            | ?                  | ?                  |
|             | منظمة حظر الأسلحة الكيميائية       | ?                  | ?                  |
|             | مؤسسة التمويل الدولية              | 20 يوليو 1956      | 22 مايو 1970       |
|             | وكالة ضمان الاستثمار متعدد الأطراف | 6 يناير 1994       | 12 مارس 1996       |
|             | يونسكو                             | 4 نوفمبر 1946      | 2 أبريل 1962       |

## أعلام
هذه قائمة لبعض الشخصيات التي تربطها علاقات بالبلدين:
- أبو الفضل بن مبارك (14 يناير 1551 – 12 أغسطس 1602[21][22][23])
- تشاوش
- سيد أحمد العيدروس (3 مارس 1899 – 1962)

## وصلات خارجية
- موقع وزارة الخارجية الهندية